# Euphorbia muirii
Euphorbia muirii es una especie fanerógama perteneciente a la familia de las euforbiáceas. Es endémica de Sudáfrica en la Provincia del Cabo

## Descripción
El cuerpo principal de la planta está enterrado en el suelo, no se ve; los tallos o ramas  erguidas, simples o con un verticilo de 3-7 ramas en o cerca de la parte superior, cilíndrica y suculenta, cubierto de tubérculos romboidales, prominentes, con la punta de color blanco, sin espinas, pero con frecuencia algunos pedúnculos persistentes, glabras; hojas erectas,  amplias, lineales, agudas, carnosas, al parecer canalizados por la cara y con quilla en la parte posterior. La inflorescencia en pedúnculos  solitarios en las axilas de los tubérculos. El fruto en cápsula sésil, con semillas  ovoides, de color marrón negruzco.

## Taxonomía
Euphorbia muirii fue descrita por Nicholas Edward Brown y publicado en  Flora Capensis 5(2): 331. 1915.
Etimología
Euphorbia: nombre genérico que deriva del médico griego del rey Juba II de Mauritania (52 a 50 a. C. - 23), Euphorbus, en su honor – o en alusión a su gran vientre –  ya que usaba médicamente Euphorbia resinifera. En 1753 Carlos Linneo asignó el nombre a todo el género.
muirii: epíteto otorgado en honor del colector de la especie John Muir (1874 - 1947), médico y naturalista escocés que emigró a Sudáfrica.